# خدای گیاهان

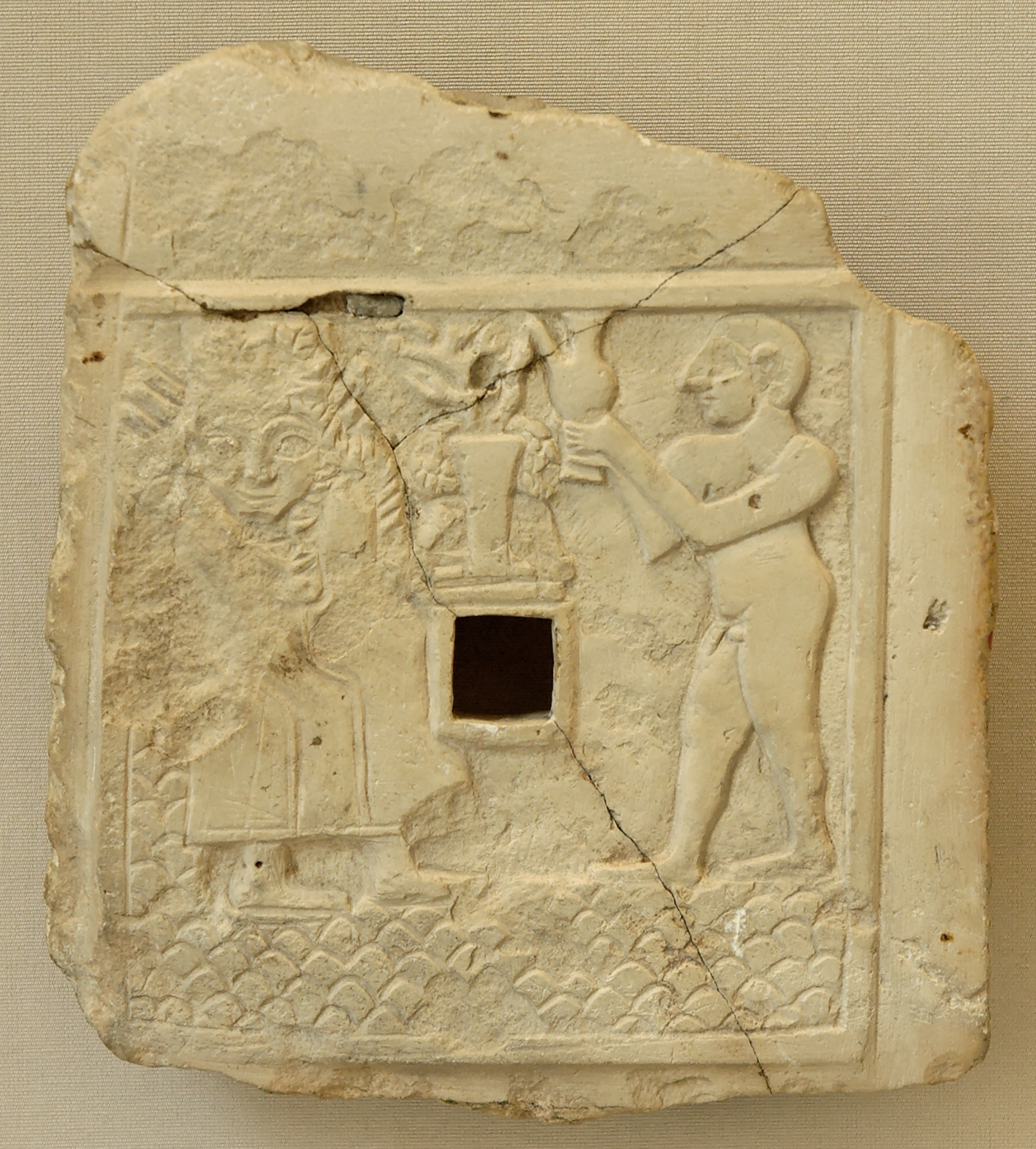
تسکین نذری: لیبی به الهه گیاهی. سنگ آهک، اوایل سلسله سوم (حدود 2500 قبل از میلاد)، یافت شده در Telloh (گیرسو باستان)

خدای گیاهان یا خدای پوشش گیاهی (انگلیسی: Vegetation deity) یک خدای طبیعت است که ناپدید شدن و ظهور یا زندگی و مرگ و تولد دوباره او، چرخه رشد گیاهان را دربر می‌گیرد. در طبیعت‌پرستی، الوهیت می‌تواند یک خدا یا ایزدبانو با توانایی بازسازی خود باشد. خدای گیاهان اغلب یک خدای باروری است.